# Saxifraga seguieri
Saxifraga seguieri là một loài thực vật có hoa trong họ Saxifragaceae. Loài này được Spreng. miêu tả khoa học đầu tiên năm 1807.